# Nyctibatrachus
A Nyctibatrachus a kétéltűek (Amphibia) osztályába, a békák (Anura) rendjébe és a Nyctibatrachidae családjába tartozó nem. Tudományos nevének jelentése „éjjeli béka”, mely életmódjukra és sötét színükre utal. India délnyugati részén, a Nyugati-Ghátok hegyvonulat területén honosak.

## Megjelenése
A Nyctibatrachus nembe tartozó fajok robusztus testűek, méretük az egészen aprótól (<13 mm, Nyctibatrachus robinmoorei) a viszonylag nagy méretűig (84 mm Nyctibatrachus karnatakaensis) terjed. Hallószervük rejtett, hátukon hosszanti bőrredők találhatók, ujjaik vége korongszerű. Hegyi folyók közelében örökzöld erdőkben élnek, éjjeli életmódot folytatnak. A Nyctibatrachus humayuni faj kivételével jellemző rájuk az amplexus.

## Rendszerezés
A nembe az alábbi fajok tartoznak:
- Nyctibatrachus acanthodermis Biju, Van Bocxlaer, Mahony, Dinesh, Radhakrishnan, Zachariah, Giri & Bossuyt, 2011
- Nyctibatrachus aliciae Inger, Shaffer, Koshy & Bakde, 1984
- Nyctibatrachus anamallaiensis (Myers, 1942)
- Nyctibatrachus athirappillyensis Garg, Suyesh, Sukesan, & Biju, 2017
- Nyctibatrachus beddomii (Boulenger, 1882)
- Nyctibatrachus danieli Biju, Van Bocxlaer, Mahony, Dinesh, Radhakrishnan, Zachariah, Giri & Bossuyt, 2011
- Nyctibatrachus dattatreyaensis Dinesh, Radhakrishnan & Bhatta, 2008
- Nyctibatrachus deccanensis Dubois, 1984
- Nyctibatrachus deveni Biju, Van Bocxlaer, Mahony, Dinesh, Radhakrishnan, Zachariah, Giri & Bossuyt, 2011
- Nyctibatrachus gavi Biju, Van Bocxlaer, Mahony, Dinesh, Radhakrishnan, Zachariah, Giri & Bossuyt, 2011
- Nyctibatrachus grandis Biju, Van Bocxlaer, Mahony, Dinesh, Radhakrishnan, Zachariah, Giri & Bossuyt, 2011
- Nyctibatrachus humayuni Bhaduri & Kripalani, 1955
- Nyctibatrachus indraneili Biju, Van Bocxlaer, Mahony, Dinesh, Radhakrishnan, Zachariah, Giri & Bossuyt, 2011
- Nyctibatrachus jog Biju, Van Bocxlaer, Mahony, Dinesh, Radhakrishnan, Zachariah, Giri & Bossuyt, 2011
- Nyctibatrachus karnatakaensis Dinesh, Radhakrishnan, Manjunatha Reddy & Gururaja, 2007
- Nyctibatrachus kempholeyensis (Rao, 1937)
- Nyctibatrachus kumbara Gururaja, Dinesh, Priti & Ravikanth, 2014
- Nyctibatrachus major Boulenger, 1882
- Nyctibatrachus manalari Garg, Suyesh, Sukesan, & Biju, 2017
- Nyctibatrachus mewasinghi Krutha, Dahanukar, & Molur, 2017
- Nyctibatrachus minimus Biju, Van Bocxlaer, Giri, Roelants, Nagaraju & Bossuyt, 2007
- Nyctibatrachus minor Inger, Shaffer, Koshy & Bakde, 1984
- Nyctibatrachus periyar Biju, Van Bocxlaer, Mahony, Dinesh, Radhakrishnan, Zachariah, Giri & Bossuyt, 2011
- Nyctibatrachus petraeus Das & Kunte, 2005
- Nyctibatrachus pillaii Biju, Van Bocxlaer, Mahony, Dinesh, Radhakrishnan, Zachariah, Giri & Bossuyt, 2011
- Nyctibatrachus poocha Biju, Van Bocxlaer, Mahony, Dinesh, Radhakrishnan, Zachariah, Giri & Bossuyt, 2011
- Nyctibatrachus pulivijayani Garg, Suyesh, Sukesan, & Biju, 2017
- Nyctibatrachus radcliffei Garg, Suyesh, Sukesan, & Biju, 2017
- Nyctibatrachus robinmoorei Garg, Suyesh, Sukesan, & Biju, 2017
- Nyctibatrachus sabarimalai Garg, Suyesh, Sukesan, & Biju, 2017
- Nyctibatrachus sanctipalustris Rao, 1920
- Nyctibatrachus shiradi Biju, Van Bocxlaer, Mahony, Dinesh, Radhakrishnan, Zachariah, Giri & Bossuyt, 2011
- Nyctibatrachus sylvaticus Rao, 1937
- Nyctibatrachus vasanthi Ravichandran, 1997
- Nyctibatrachus vrijeuni Biju, Van Bocxlaer, Mahony, Dinesh, Radhakrishnan, Zachariah, Giri & Bossuyt, 2011
- Nyctibatrachus webilla Garg, Suyesh, Sukesan, & Biju, 2017